# Susan Goldberg
Susan Goldberg es una periodista estadounidense, es editora en jefe de la revista National Geographic. Es la primera mujer que ocupa este puesto desde que la publicación apareció por primera vez en 1888. Antes de National Geographic, Goldberg trabajó en Bloomberg y en USA Today. Es una gran defensora de la narrativa multiplataforma.

## Educación
Creció en Ann Arbor, Míchigan, se aficionó al periodismo al escribir un ensayo en su escuela, titulado Opportunities in Journalism. Su primer empleo fue en el Seattle Post-Intelligencer, contratada a la edad de 20 años como reportera. En 1987 se graduó con una licenciatura en periodismo por la Universidad Estatal de Míchigan. Es miembro del comité directivo del Colegio de Comunicación, Artes y Ciencias. En 2015 fue invitada por su alma mater para ofrecer un discurso en una ceremonia de graduación.

## Carrera
Trabajó en el diario Detroit Free Press, donde cubrió desde la capital de Míchigan las elecciones para gobernador, mientras terminada sus estudios en la universidad estatal. Se trasladó al estado de California para trabajar como reportera en el San Jose Mercury News, donde cubrió gran parte del terremoto de Loma Prieta en 1989. En 1989 se unió al equipo editorial del diario USA Today, donde trabajó diez años y fue editora en jefe.
Regresó al San Jose Mercury News para ocupar el cargo de editora en jefe y en 2007 renunció para unirse al The Plain Dealer de estado de Ohio. En el año 2010 el diario Bloomberg le ofreció un puesto y se convirtió en editora ejecutiva de la oficina de Bloomberg en Washington. Durante 2012 y 2013 fue presidenta de la Sociedad estadounidense de editores de noticias y en 2013 fue votada por la revista Washingtonian como una de las 11 mujeres más influyentes de Washington, capital de Estados Unidos.
Se convirtió en la 10.ª editora de la revista National Geographic, a su cargo la revista ganó el National Magazine Awards y el Premio George Polk. En 2015 la editora recibió el premio Exceptional Women in Publishing. En 2017 fue de nuevo elegida como una de las mujeres más poderosas de Washington por la revista Washingtonian, es miembro del comité de reporteros de Freedom of the Press y miembro del Museo Nacional de Mujeres Artistas.
En la edición de abril de 2018 de National Geographic, la editora admitió que la revista mantuvo durante mucho tiempo una cobertura racista. En su artículo titulado For Decades, Our Coverage Was Racist, escribió que «la revista ha ignorado a personas estadounidenses que no son blancas y ha perpetuado un estereotipo racista». En las ediciones de los años 1970 la revista ignoraba completamente a gente de color y según Goldberg «se limitaba a mostrarlos como personas inferiores o mostrándolos como nativos exóticos y salvajes».